# Japorã
Japorã, amtlich portugiesisch Município de Japorã, ist eine Stadt im Süden des brasilianischen Bundesstaats Mato Grosso do Sul in der Region Zentral-West.
Die Bevölkerungszahl wurde zum 1. Juli 2021 auf 9372 Einwohner geschätzt. Die Einwohner, die auf dem etwa 419 km² großen Gebiet leben, werden Japoranenser (portugiesisch japoranenses) genannt. Die Bevölkerungsdichte lag 2010 bei 18,4 Personen pro km². Sie verteilte sich im Jahr 2010 auf 1400 Personen im besiedelten Ortsbereich und auf 6331 Personen im weiträumigen ländlichen und Waldbereich.

## Geografie

### Lage
Die Stadt liegt 484 km von der Hauptstadt des Bundesstaates (Campo Grande) und 1419 km von der Landeshauptstadt (Brasília) entfernt. Die Stadt grenzt an Mundo Novo, Eldorado, Iguatemi und Sete Quedas. Zu Paraguay bildet das Gemeindegebiet im Süden eine Grüne Grenze.
2017 änderte das Instituto Brasileiro de Geografia e Estatística die Zuordnung zu geostatistischen Regionen und teilte die Gemeinde der Região geográfica imediata Naviraí-Mundo Novo und der Região geográfica intermediária Dourados zu.

### Klima
Die Stadt hat gemäßigt warmes Klima (Cfa). Die Durchschnittstemperatur ist 21,4 °C. Die durchschnittliche Niederschlagsmenge liegt bei 1592 mm im Jahr. Im ganzen Jahr gibt es deutliche Niederschläge in Japorã, das gilt selbst für den trockensten Monat, den August.
Monatliche Durchschnittstemperaturen und -niederschläge für Japorã
|                   | Jan  | Feb  | Mär  | Apr  | Mai  | Jun  | Jul  | Aug  | Sep  | Okt  | Nov  | Dez  |   |      |
| Temperatur (°C)   | 25,2 | 24,8 | 22,9 | 20,2 | 17,8 | 16,9 | 17,9 | 20,1 | 21,0 | 22,7 | 24,1 | 23,1 | Ø | 21,4 |
| Niederschlag (mm) | 146  | 136  | 118  | 117  | 146  | 105  | 82   | 64   | 131  | 185  | 169  | 193  | Σ | 1592 |

### Gewässer
Die Stadt steht unter dem Einfluss des Río Paraguay und des Río Paraná, die zum Flusssystem des Río de la Plata gehören.

### Vegetation
Das Gebiet ist ein Teil der Cerrados (Savanne Zentralbrasiliens).

## Geschichte
Der Munizip wurde am 30. April 1992 gegründet und emanzipierte sich nach den ersten Wahlen zur Stadtpräfektur und Stadtrat am 1. Januar 1993.

## Stadtverwaltung
Exekutive: Bei der Kommunalwahl 2016 wurde Vanderley Bispo de Oliveira Stadtpräfekt (Bürgermeister) für die Amtszeit von 2017 bis 2020, der für den Partido Trabalhista Brasileiro (PTB) angetreten war. Die Legislative liegt bei einem Stadtrat (Câmara Municipal) aus neun gewählten Stadtverordneten (vereadores).

## Lebensstandard
Der Index der menschlichen Entwicklung für Städte, abgekürzt HDI (portugiesisch: IDH-M), lag 1991 bei dem sehr niedrigen Wert von 0,290, im Jahr 2000 bei dem als niedrig eingestuften Wert von 0,399, im Jahr 2010 bei dem niedrigen Wert von 0,526.

### Analphabetenquote
Japorã hatte 1991 eine Analphabetenquote von gerundet 39 %, die sich bei der Volkszählung 2010 bereits auf 33 % reduziert hatte.

## Ethnische Zusammensetzung
Ethnische Gruppen nach der statistischen Einteilung des IBGE (Stand 2010 mit 7731 Einwohnern):
| Gruppe                | Anteil | Anmerkung                         |
| --------------------- | ------ | --------------------------------- |
| Indígenas             | 3.831  | (indigene Bevölkerung)            |
| Pardos (Mischrassige) | 2.124  | (Mulatten, Mestizen)              |
| Brancos               | 1.571  | (Weiße, Nachfahren von Europäern) |
| Pretos                | 192    | (Schwarze)                        |
| Amarelos              | 12     | (Asiaten)                         |